# Westwood (Kent)
Pour les articles homonymes, voir Westwood.
Westwood est un village anglais situé dans le district de Thanet dans le Kent.